# Фелоринія Геркулесова
Фелоринія Геркулесова, фелоринія пластівчасто-луската (Phellorinia herculeana) — вид базидіомікотових грибів родини Фелоринієві (Phelloriniaceae) з монотипового роду фелоринія (Phellorinia).

## Поширення
Вид поширений у посушливих та пустельних регіонах на усіх материках крім Антарктиди. В Україні відоме єдине місцезнаходження на півночі Криму на березі висохлого соленого озера.

## Опис
Молоде плодове тіло кулясте або яйцеподібне, з товстими міцеліальними тяжами біля основи. Екзоперидій, що одягає спочатку все плодове тіло, товстий, білий, розтріскується на великі лусочки. Зріле плодове тіло 6-26 см заввишки, має вигляд кулястої головки на довгій псевдоніжці, яка одягнена разом з головкою в ендоперидій, який на вершині голівки розкривається неправильним отвором. Псевдоніжка тверда, біля основи бульбоподібно потовщена, покрита лусочками, що відстають.

## Екологія
Зростає на піщаних ґрунтах і на солончаках, в пустелях і напівпустелях.